# Kyselina askorbová
Kyselina askorbová nebo také kyselina L-askorbová, označovaná jako vitamin C, je ve vodě rozpustná organická sloučenina s redukčními účinky, v pevném stavu bílého vzhledu; znečištěná s možným nažloutlým zabarvením. Představuje derivát glukózy, z něhož řada zvířat dokáže danou aktivní látku vyrábět. Člověk ji stejně jako další primáti, morče domácí, ryby z nadřádu kostnatí, netopýři a někteří ptáci, není schopen syntetizovat v důsledku absence L-gulonolaktonoxidázové aktivity a musí ji přijímat v potravě. Řadí se mezi vitamíny rozpustné ve vodě, v níž vytváří slabě kyselý roztok. V organizmu působí jako důležitý antioxidant.
V ATC klasifikaci léčiv patří do farmakoteraputické skupiny Vitaminy, kód: A11GA01.

## Historie
Maďarský biochemik Albert Szent-Györgyi získal v roce 1937 Nobelovu cenu za fyziologii nebo lékařství „za objevy v oblasti biologického spalovacího procesu, zvláště ve vztahu k vitamínu C a katalýze kyseliny fumarové.“

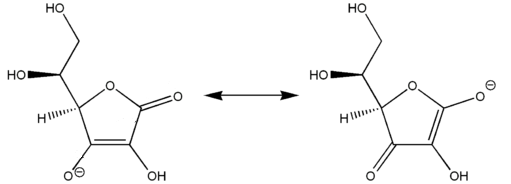
Rezonanční struktura askorbátového aniontu stabilizovaného delokalizovaným elektronem

 Již mezi roky 1918–1923 uvedli první zprávy o charakteru a izolaci látky Zilva a Hardena. Roku 1928 pak Szent-Györgyi izoloval kyselinu hexuronovou z nadledvin a papriky, aby byla následně potvrzena strukturní shoda s „redukčním faktorem“ Zilvy. Walter Haworth, Edmund Hirst a Tadeus Reichstein paralelně syntetizovali redukční faktor a potvrdili původně navržený model sloučeniny Karrerem, Micheelem a Kraftem. Pro hexuronovou kyselinu, neboli antiskorbutický faktor, použil Szent-Györgyi nový název kyselina askorbová v důsledku jeho léčebných účinků skorbutu.
Šest let po objevu vitamínů biochemikem polského původu Kazimierzem Funkem zavedl v roce 1919 Jack Cecil Drummond termín „ve vodě rozpustný C“. Kyselina askorbová je ve volné přírodě přítomna také ve vázané formě jako „askorbigén“, jenž ze zelí roku 1956 získal Procházka. V moderní době přísluší daný termín jen jedné z forem kyseliny v rostlinné čeledi brukvovité (Brassicaceae).
Etymologický původ má „kyselina askorbová“ v latinských: a (nepřítomnost) + scorbutus (kurděje – onemocnění při deficitu vitamínu C).

## Chemické a biochemické vlastnosti
Kyselina askorbová se účastní tvorby žlučových kyselin a v metabolismu pojivových tkání hydroxyluje aminokyseliny lysin a prolin v kolagenu. Stejně tak podporuje začleňování síranů do mukopolysacharidů. Zapojuje se do syntézy karnitinu, derivátu lysinu a methioninu, a ovlivňuje beta-oxidaci mastných kyselin. Zvyšuje aktivitu mikrosomálních enzymů.

Málo reaktivní semidehydroaskorbátový
radikál, jenž nepoškozuje buňky, vzniká reakcí askorbátu s nebezpečnými reaktivními formami kyslíku (volnými radikály), což způsobuje jeho antioxidační účinky

Askorbáty jsou soli odvozené od relativně silné kyseliny askorbové v redukované formě koenzymu. Ten hraje roli také v degradaci aminokyseliny tyrosinu, čímž se účastní metabolismu katecholaminů – adrenalinu, noradrenalinu a dopaminu. Snadná oxidace molekuly na kyselinu dehydroaskorbovou – tedy oxidovanou formou, způsobuje její výrazné redukční účinky.
Kyselina askorbová je schopna vázat reaktivní formy kyslíku, čímž snižuje rozvoj aterosklérozy a zhoršeného prokrvení tkání, omezuje peroxidaci lipidů a profylakticky působí před cigaretovými oxidanty. Podílí se na menší přilnavosti krevních destiček a bílých krvinek na endotelu stěny cév. Podporuje proces hojení.
V rámci biotransformace urychluje detoxikaci cizorodých látek a přispívá ke zvyšování imunity. LD50 při perorálním podání u myši činí 3 367 mg/kg. Cytotoxický účinek by mohl spočívat v aktivaci DNázy a ničení DNA rakovinných buněk.
Znehodnocení kyseliny askorbové nastává v kontaktu s kovy či varem.
V přírodě se nevyskytující diastereomer, kyselina D-isoaskorbová (erythorbová), používaná jako syntetický konzervant (E315), má co do biologické aktivity {\displaystyle {\frac {1}{20}}} účinnosti  kyseliny L-askorbové (u morčete domácího).

## Hladina v krevní plazmě
Doporučená denní dávka pro dospělého jedince je 100 mg (90 mg muži/80 mg ženy podle EFSA). Klinické příznaky snížené hladiny v plazmě se objevují při hodnotách ≤ 10 μmol/l, za indikátor nízkého přívodu vitaminu C jsou považovány hodnoty pod 37 μmol/l. Z hlediska prevence aterosklerózy a nádorů se za žádoucí považují hodnoty ≥ 50 μmol/l. Projevy nadbytku z potravy nejsou uváděny. Přibližně 1 % nevyužitého vitamínu C se transformuje na kyselinu šťavelovou. Riziko tvorby ledvinových kamenů je u zdravých osob nízké. Denní příjem by neměl překročit 1 000 mg. Podávání velmi vysokých dávek (přes 5 g) může způsobit průjem.